# Radioactiv Mineral
Radioactiv Mineral Magurele este o companie de stat din România care din anul 2004 deține activitățile geologice pentru uraniu.
Se află în portofoliul Ministerului Economiei, Comertului și Relațiilor cu Mediul de Afaceri.
Societatea are ca scop realizarea lucrărilor de cercetare geologică (prospecțiune și explorare) în vederea identificării și conturării mineralizațiilor radioactive, precum și executarea de lucrări de investiții, prin efectuarea de acte de comerț corespunzătoare obiectului de activitate.
Număr de angajați în 2016: 22
Istoric: În anul 1950 începe, sub autoritatea statului român și în coordonarea Uniunii Sovietice, primul program geologic intensiv de identificare a mineralizațiilor radioactive din zona Banat și Bihor având ca bază informațională cercetările germane de la începutul celui de-al doilea război mondial. Astfel, în anul 1952, în paralel cu activitatea geologică, este demarată exploatarea minieră de uraniu în carieră de la Băița, județul Bihor.
În anul 1954 se înființează Societatea Mixtă Româno-Sovietică ”Sov-Rom Cuarțit” ce avea în subordine exploatarea minieră a uraniului Băița precum și activitatea geologică de prospecțiune și explorare.
În anul 1960, ca rezultat al activității de cercetare geologică, este conturat și pus în exploatare zăcământul uranifer Avram Iancu, județul Bihor.   
În anul 1961, încetează exportul minereului uranifer în Uniunea Sovietică iar prin reorganizare, ”Sov-Rom Cuarțit” se transformă în Trustul Metale Rare. Activitatea de minerit uranifer și prospecțiune geologică a uraniului trece în subordinea Ministerului Minelor, Direcția Generală Metale Rare.
În anul 1963, se înființează Organizația Expediția Geologică care preia integral activitatea de prospecțiune geologică de la Trustul Metale Rare.
Între anii 1963 și 1968, Organizația Expediția Geologică / Intreprinderea Expediția Geologică identifică și conturează zăcămintele de uraniu de la Crucea, județul Suceava (aflat în exploatare) și Grințieș, județul Neamț (aflat în proceduri specifice premergătoare demarării exploatării).
În anul 1966, Organizația Expediția Geologică se transformă în Intreprinderea Expediția Geologică, care organizează activitatea de prospecțiune uraniferă sub forma Secției 4.
În anul 1973 Trustul Metale Rare se transformă în Intreprinderea Metale Rare care preia și Secția 4 Prospecțiuni din cadrul Intreprinderii Expediția Geologică. Entitatea nou înființată funcționează în coordonarea Ministerului Petrolului și Geologiei.
Prin reorganizări succesive ale Ministerului Minelor și ale Ministerului Petrolului și Geologiei, Intreprinderea Metale Rare funcționeză pe rând sub autoritatea ambelor instituții, iar în anul 1982 Interprinderea Metale Rare trece în subordinea Ministerului de Interne.
În anul 1990 se înființează, sub autoritatea Guvernului României, Centrala Industrială a Metalelor Rare prin reorganizarea Intreprinderii Metale Rare. Tot în același an, prin reorganizare, Centrala Industrială a Metalelor Rare devine Regia Autonomă Metale Rare în subordinea Ministerului Minelor. 
În anul 1993 se desființează Ministerul Minelor iar Regia Autonomă Metale Rare trece în subordinea Ministerului Industriilor.
În anul 1997, Regia Autonomă Metale Rare se transformă în Compania Națională a Uraniului S.A. București.
În anul 2004, prin reorganizarea Companiei Naționale a Uraniului S.A. București (H.G.729/2004), se înființează Radioactiv Mineral Măgurele. S.A. (pe bazele Secției 4 Prospecțiuni Măgurele – Grup Secții Geologice Metale Rare și Radioactive), ce funcționează și în prezent, aflându-se în coordonarea Ministerului Economiei, Comerțului și Relațiilor cu Mediul de Afaceri.
Activitatea curenta: activitati specifice etapei de conservare în perimetrele miniere de explorare pentru uraniu.